# Cayaponia amazonica
Cayaponia amazonica är en gurkväxtart som först beskrevs av Eduard Friedrich Poeppig och Endl., och fick sitt nu gällande namn av Célestin Alfred Cogniaux. Cayaponia amazonica ingår i släktet Cayaponia och familjen gurkväxter. Inga underarter finns listade i Catalogue of Life.